# Robot Commando
Robot Commando (Brasil: Robô Comando / Portugal: Comando Robot é o vigéssimo-segundo livro-jogo da coleção Fighting Fantasy (que no Brasil e em Portugal recebeu o nome de Aventuras Fantásticas),   criada por Ian Livingstone e Steve Jackson, o livro foi escrito por outro Steve Jackson, o norte-americano, criador do sistema de RPG GURPS e fundador da Steve Jackson Games,  e ilustrado por Gary Mayes, o livro foi publicado originalmente em 1986 pela  Puffin Books. No Brasil, foi décimo-quarto livro da coleção publicado pela Marques Saraiva.

Jackson escreveu outros dois livros, Scorpion Swamp, Demons of the Deep, porém, em nenhum deles trazia a informação que se tratava de outro Steve Jackson.